# Собор Успіння Пресвятої Богородиці в Аяччо
Собор Успіння Пресвятої Богородиці в Аяччо (фр. Cathédrale Notre-Dame-de-l’Assomption d’Ajaccio) — кафедральний храм дієцезії Аяччо. Збудований у 1577–1593 роках. 21 липня 1771 року в ній був хрещений Наполеон I